# Bellenvillevapenboken

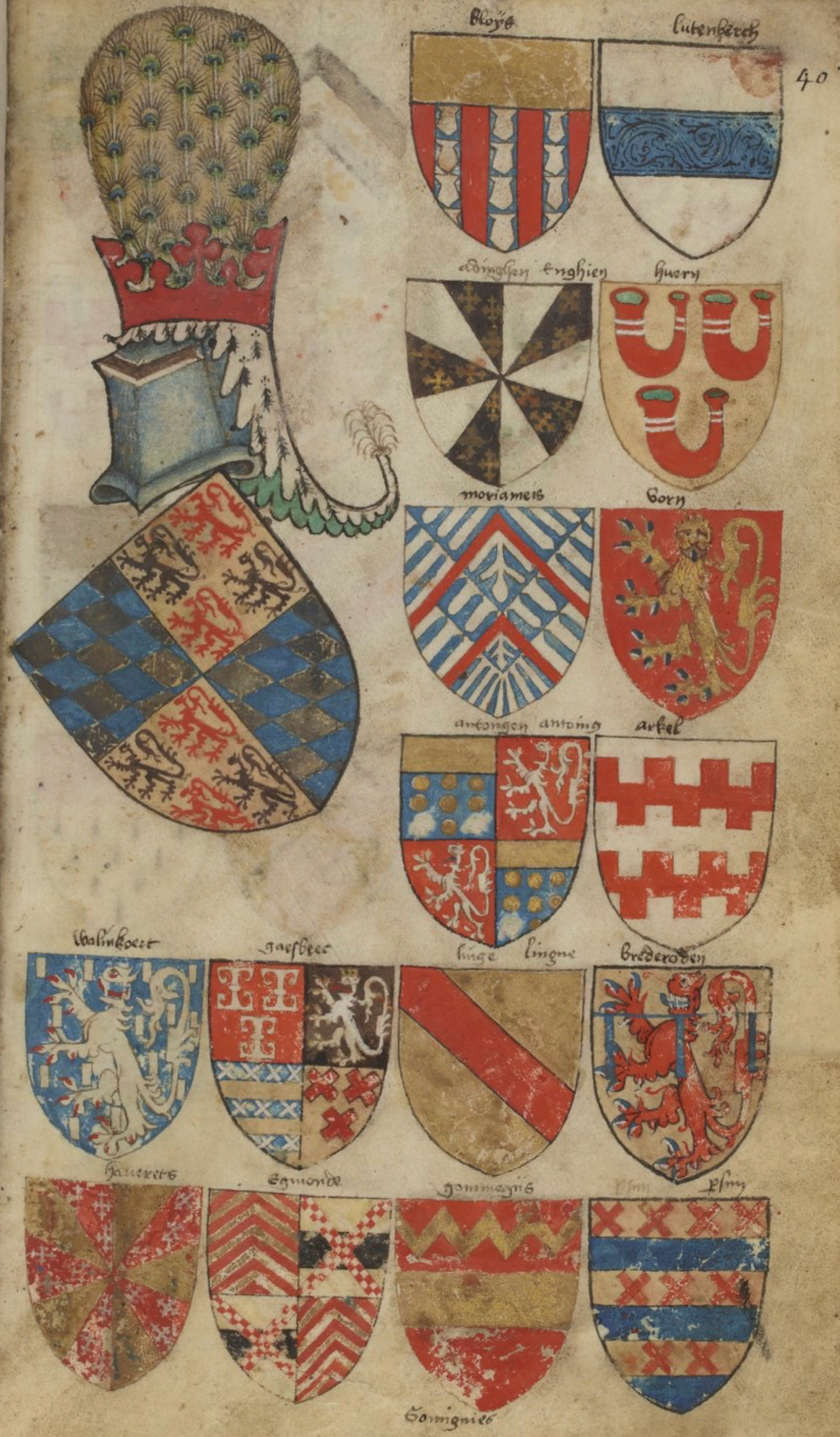
Sida ur Bellenvillevapenboken.

Bellenvillevapenboken eller Armorial Bellenville är en fransk vapenbok från 1300-talet.